# 116-я кавалерийская бригада
116-я кавалерийская бригада (англ. 116th Cavalry Brigade Combat Team (116 CBCT)) — тактическое соединение Армии Национальной гвардии штата Айдахо.
Управление бригады дислоцируется в Гауэн-Филд города Бойсе, в штате Айдахо. Подразделеия бригады рассредоточены по штатам Айдахо, Монтана, Орегон и Невада. С 1989 года бригада является бронетанковой. Часто упоминается как «Змеинорецкая бригада» (Snake River Brigade). Ранее соединение носило наименование 116-й бронекавалерийский полк (116th Armored Cavalry Regiment).

## История
116-й кавалерийский полк («Змеинорецкий полк») был сформирован 4 марта 1920 года в Национальной гвардии Айдахо в качестве 1-го кавалерийского. Он был сформирован в период с марта по ноябрь 1920 года в долине реки Змеиная. 12 октября 1921 года полк переименован в 116-й кавалерийский (за вычетом 2-го и 3-го эскадронов): штаб был официально размещён 11 февраля 1922 года в Бойсе (2-я и 3-я эскадроны были выделены в 1929 году Национальной гвардии штата Айдахо). Расположение дислокации управления изменилось 15 марта 1929 года на Уизер; и 9 декабря 1930 года вернулся в Бойсе. 116-й кавалерийский (за вычетом 3-го эскадрона) был преобразован и переименован 16 сентября 1940 года в 183-й артиллерийский полк (3-й эскадрон одновременно был преобразован в подразделения 148-го артиллерийского полка).
183-й артиллерийский полк принят на федеральную службу 1 апреля 1941 года. 8 февраля 1943 года полк расформировали, а его элементы реорганизованы и переименованы следующим образом: 
- управление (штаб и штабная батарея) в управление 183-й артиллерийской группы;
- 1-й дивизион в 183-й артиллерийский дивизион (он был расформирован 30 октября 1944 года, Лагерь имени Майлза Стэндиша, Массачусетс);
- 2-й дивизион в качестве 951-го артиллерийского дивизиона (он был выведен из строя 13 октября 1945 года в Лагере имени Майлза Стэндиша).

Вышеуказанные подразделения были реорганизованы в 183-й пехотный полк (штаб был официально признан 10 января 1947 года в Твин-Фоллз) и 116-й механизированный кавалерийский разведывательный эскадрон (116th Mechanized Cavalry Reconnaissance Squadron) (штаб был официально создан 8 января 1947 года в Колдвелле). 183-й пехотный полк (кроме 3-го батальона) и 116-й механизированный кавалерийский разведывательный эскадрон были объединены, реорганизованы и переименованы 12 сентября 1949 года в 116-й бронекавалерийский полк со штаб-квартирой в Твин-Фоллз. 3-й батальон 183-го пехотного полка, был одновременно преобразован и переименован в 116-й инженерный батальон. 3-й эскадрон был передан 15 декабря 1967 года в Армию Национальную гвардию штата Невады; 11 мая 1974 года он был передан в Армию Национальной гвардии штата Орегон. 1-й эскадрон была выведен 1 мая 1977 года из состава Армии Национальной гвардии штата Айдахо. Звено ударных вертолётов было выделено 1 сентября 1975 года Армии Национальной гвардии штатов Вашингтон и Вайоминг. Змеинорецкий полк был одним из четырёх бронекавалерийских полков Армии Национальной гвардии в течение 1980-х годов, наряду с 107-м, 163-м и 278-м бронекавалерийскими полками.
Подразделение реорганизовано и было переименовано в 116-й кавалерийский полк 1 сентября 1989 года и передано в Армию Национальной гвардии штатов Айдахо и Орегон, 116-й стал головным полком по полковой системе Армии США, состоя из 2-го и 3-го батальонов и роты Эхо (Troop E) в качестве подразделений 116-й кавалерийской бригады и роты Фокстрот (Troop F), а также подразделений 41-й пехотной бригады. Затем 116-я кавалерийская бригада присоединилась к 4-й пехотной дивизии. 1 октября 1995 года были реорганизованы 2-й и 3-й батальоны, входящих в состав 116-й кавалерийской бригады, а в 1996 году бригада покинула 4-ю пехотную дивизию.

### Операция «Совместная кузница» (SFOR XI)
Примерно 300 национальных гвардейцев Айдахо и Монтаны и 116-го полка служили в Боснии в 2001 и 2002 годах. 116-я кавалерийская бригада развернула около 100 солдат в марте 2002 года, вернувшись в октябре 2002 года. 116-я находилась под командованием и контролем 25-й пехотной дивизии во время развёртывания в Боснии. 91-я учебная дивизия занималась подготовкой 116-й кавалерийской бригады перед её развертыванием в Боснии для SFOR XI.

### Операция «Иракская свобода III»
В начале 2004 года 116-я кавалерийская бригада была поднята по тревоге для мобилизации в поддержку операции «Иракская свобода III». В июне того же года вся бригада развернулась на 18 месяцев. Первые шесть месяцев бригада провела в Форт-Блисс (Техас) и Форт-Полк (Луизиана) подготовка к выполнению боевой задачи.
Бо́льшая часть бригады прибыла в Ирак конец 2004 года. 116-я кавалерийская бригада была направлена в северную часть Ирака, главным образом в город Киркук с подразделениями, занимающими базы передового развёртывания: FOB Warrior, FOB McHenry и FOB Gains Mills. В течение почти целого года солдаты 116-й кавалерийской бригады проводили операции полного спектра в Киркуке и его окрестностях, стабилизируя регион для проведения национальных выборов и обучая иракскую армию и полицию.
Развертывание в Ираке стало первым случаем в истории 116-й кавалерийской бригады, когда вся бригада была развёрнута вместе. Это также был первый случай, когда в награду ветеранам 116-й бригады было разрешено носить шеврон подразделения на рукаве вне боевой службы (Former Wartime Service).
Как кавалерийскому подразделению, многим солдатам, служившим в бригаде во время развёртывания, было разрешено носить золотые боевые шпоры.
В ноябре 2005 года 116-я кавалерийская бригада была передислоцирована в Соединённые Штаты Америки.

### Операция «Новый рассвет»

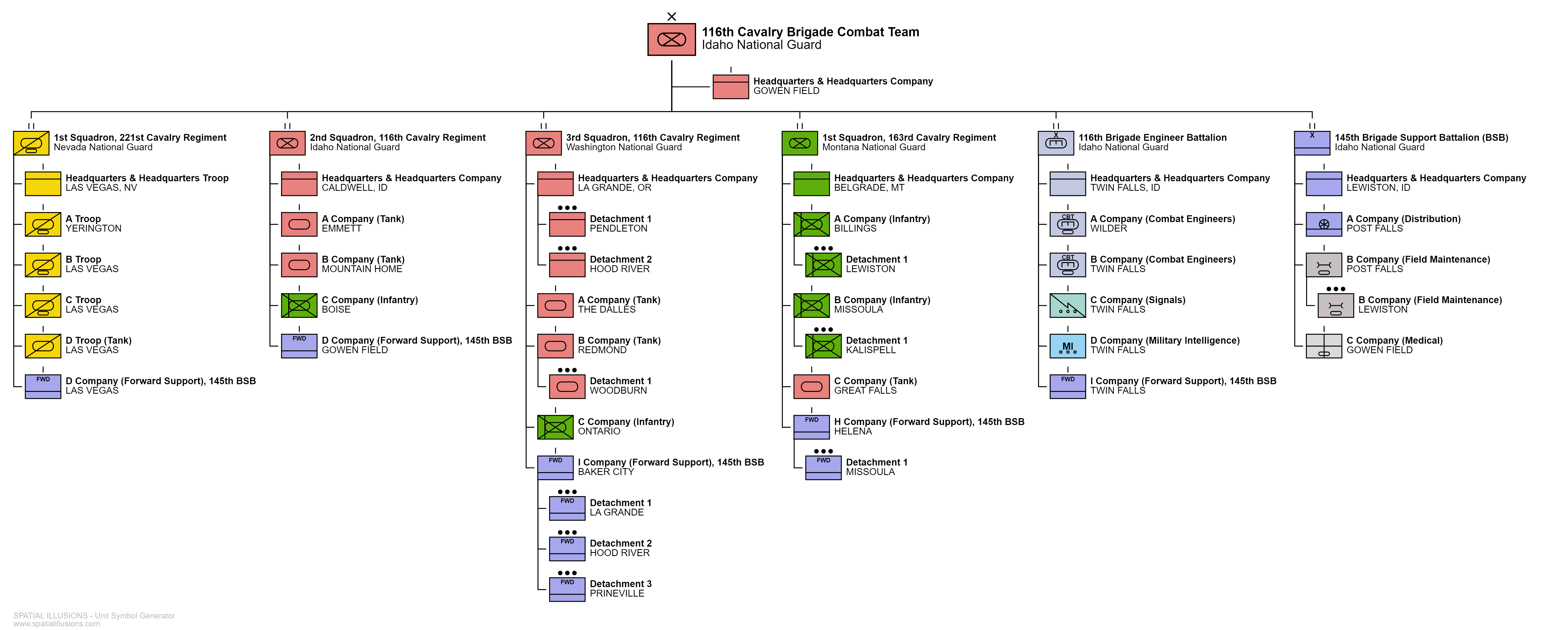
Состав 116-й кбр на 2024 год.

17 сентября 2010 года бригада начала 12-месячное развёртывание в Ираке, сначала отправившись в Лагерь Шелби (Миссисипи), для обучения и сертификации перед мобилизацией. Прослужив в течение года в различных местах Ирака, выполняя боевые операции, бригада вернулась в Айдахо в сентябре 2011 года.
Во время своего развёртывания они провели многочисленные боевые операции. Подразделение было разбросано по всему Ираку, являясь основной оперативной группой по контролю за страной, с конца ноября 2010 года по начало сентября 2011 года, когда они передали свои зоны ответственности подразделениям Национальной гвардии Кентукки.

## Состав
- Штаб и штабная рота (Headquarters and Headquarters Company, 116th Cavalry Brigade Combat Team) (Гауэн-Филд)
- 1-й батальон (смешанный) 163-го кавалерийского полка (1st Battalion (Combined Arms), 163rd Cavalry Regiment) (Монтана)
- 2-й батальон (смешанный) 116-го кавалерийского полка (2nd Battalion (Combined Arms), 116th Cavalry Regiment) (Айдахо)
- 3-й батальон (смешанный) 116-го кавалерийского полка (3rd Battalion (Combined Arms), 116th Cavalry Regiment) (Орегон)
- 1-й эскадрон (разведывательный) 221-го кавалерийского полка (1st Squadron, 221st Cavalry Regiment) (Невада)[4]
- 1-й дивизион 148-го артиллерийского полка (1st Battalion, 148th Field Artillery Regiment) (Айдахо)
- 116-й инженерный батальон (116th Brigade Engineer Battalion) (Айдахо)
- 145-й батальон поддержки бригады (145th Brigade Support Battalion) (Айдахо, Монтана, Невада и Орегон)

## Галерея

Расчёт САУ M109A6 116-й кавалерийской бригады на учениях «Африканский лев 2022» в Марокко 27 июня 2022.
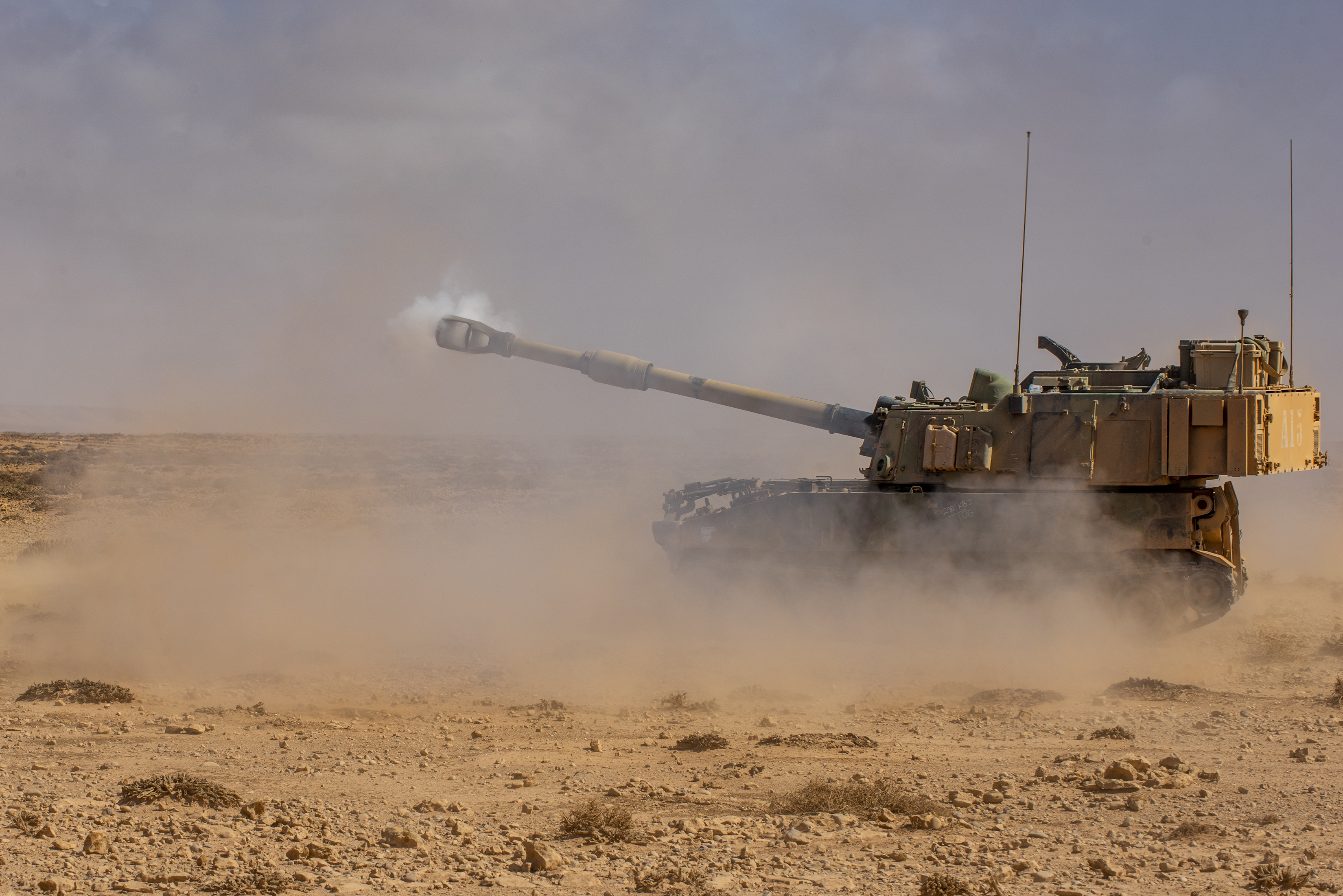
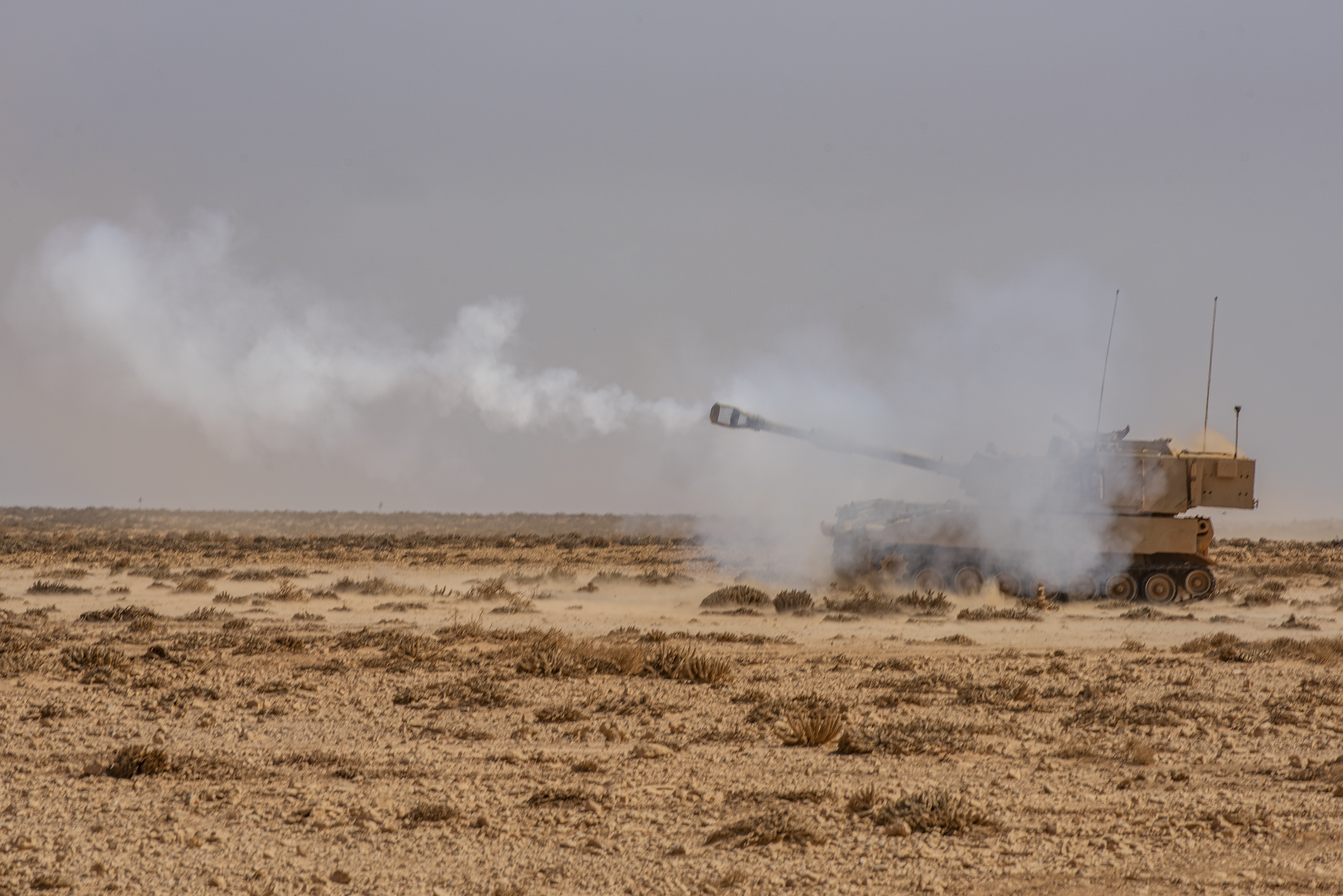
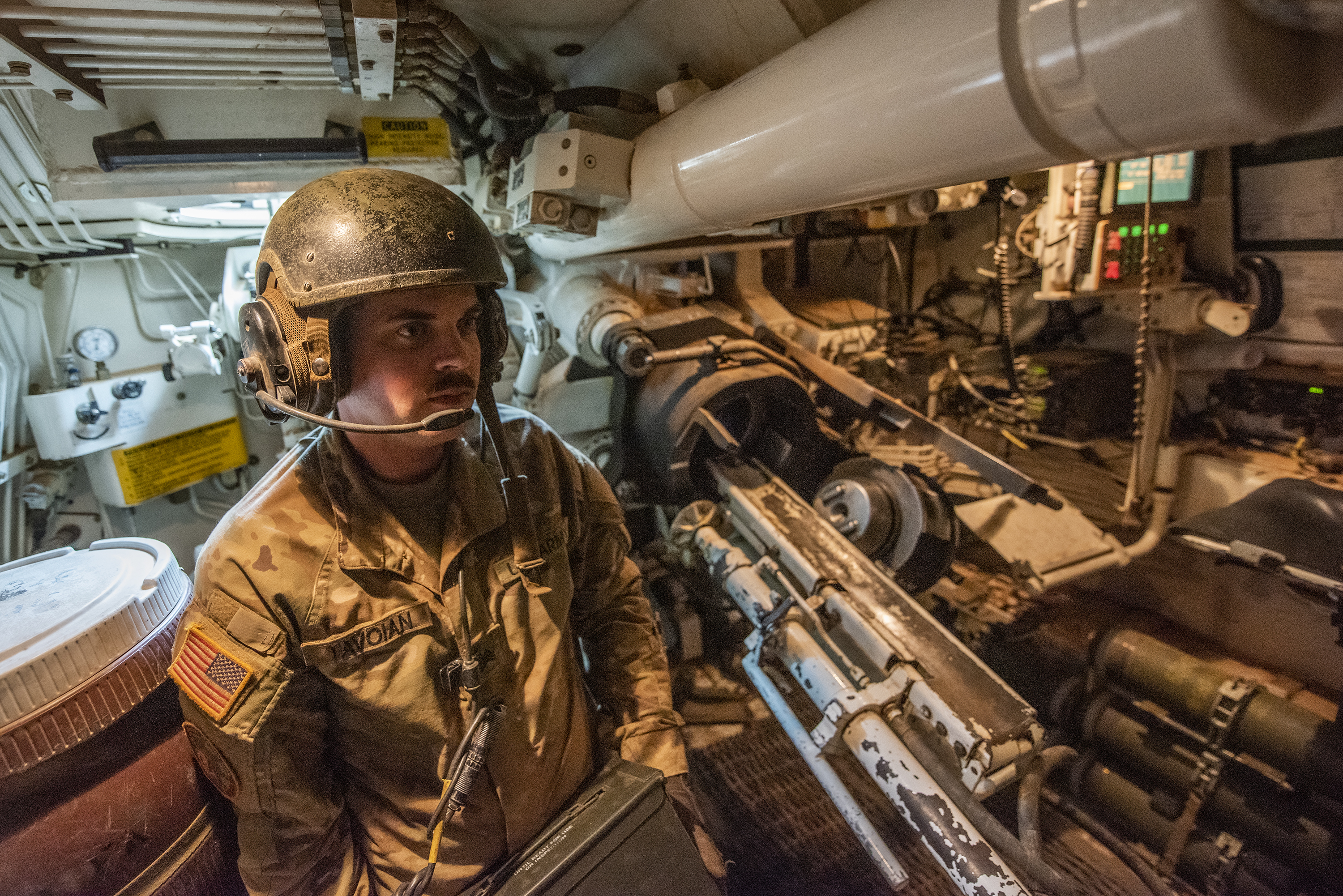
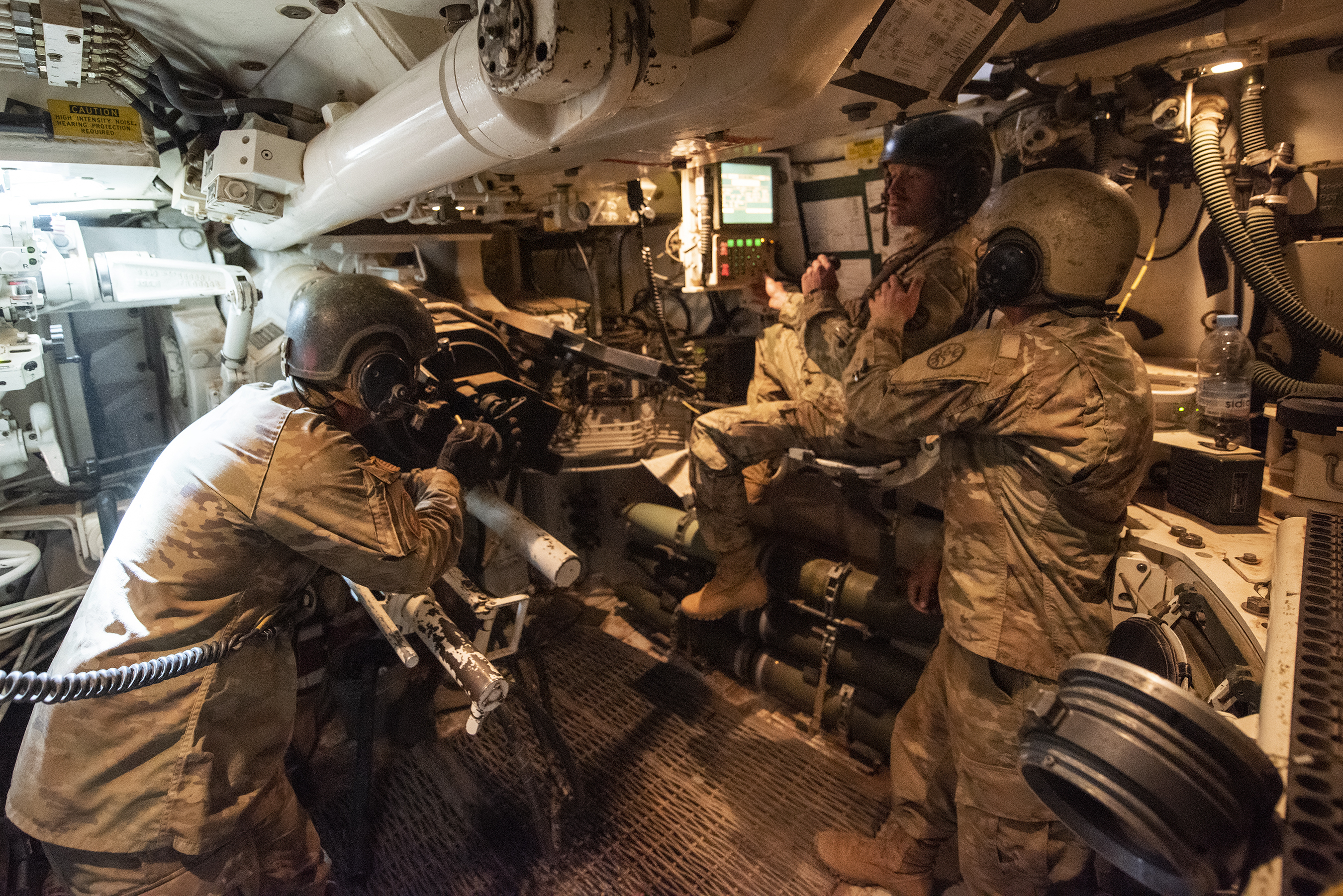
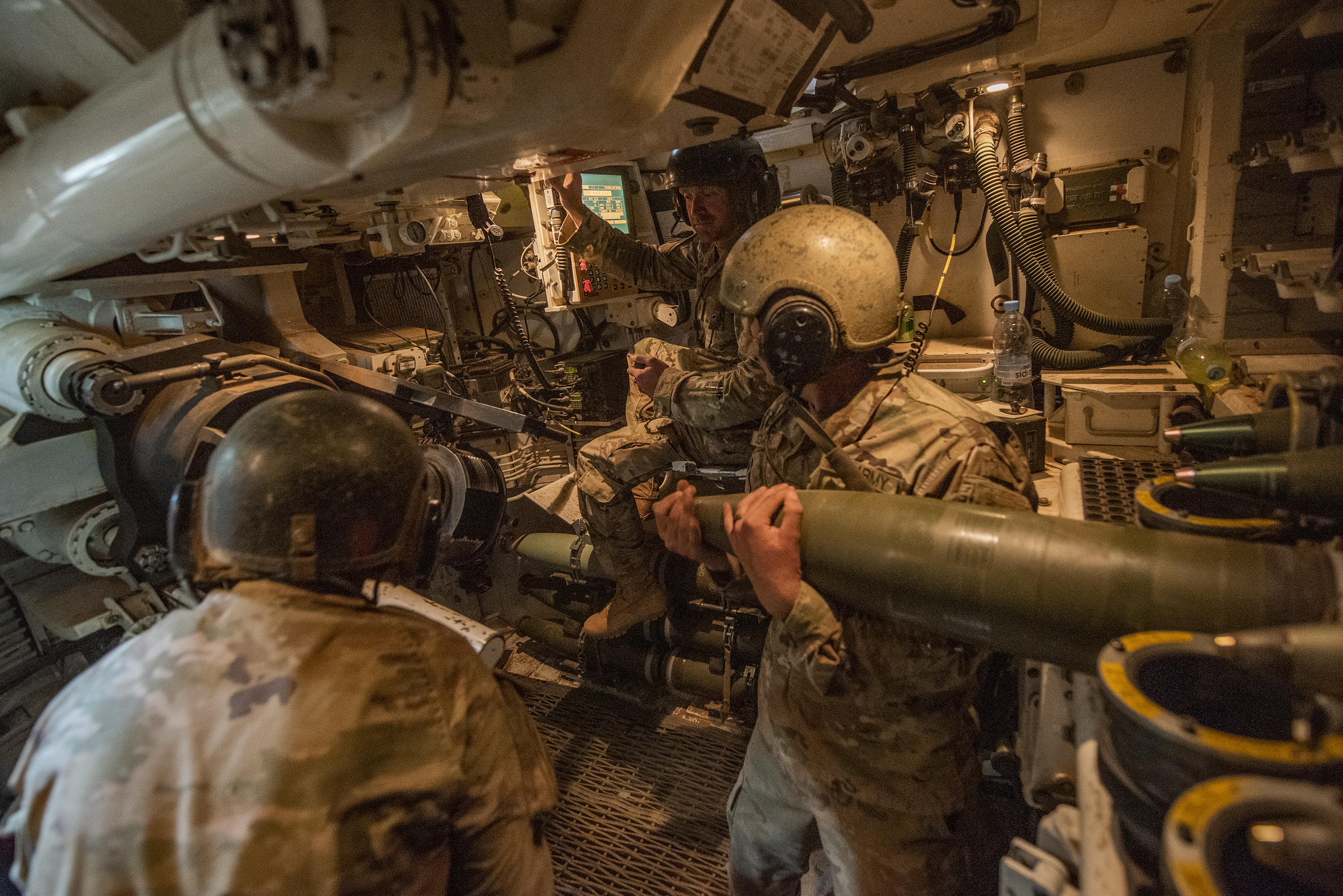
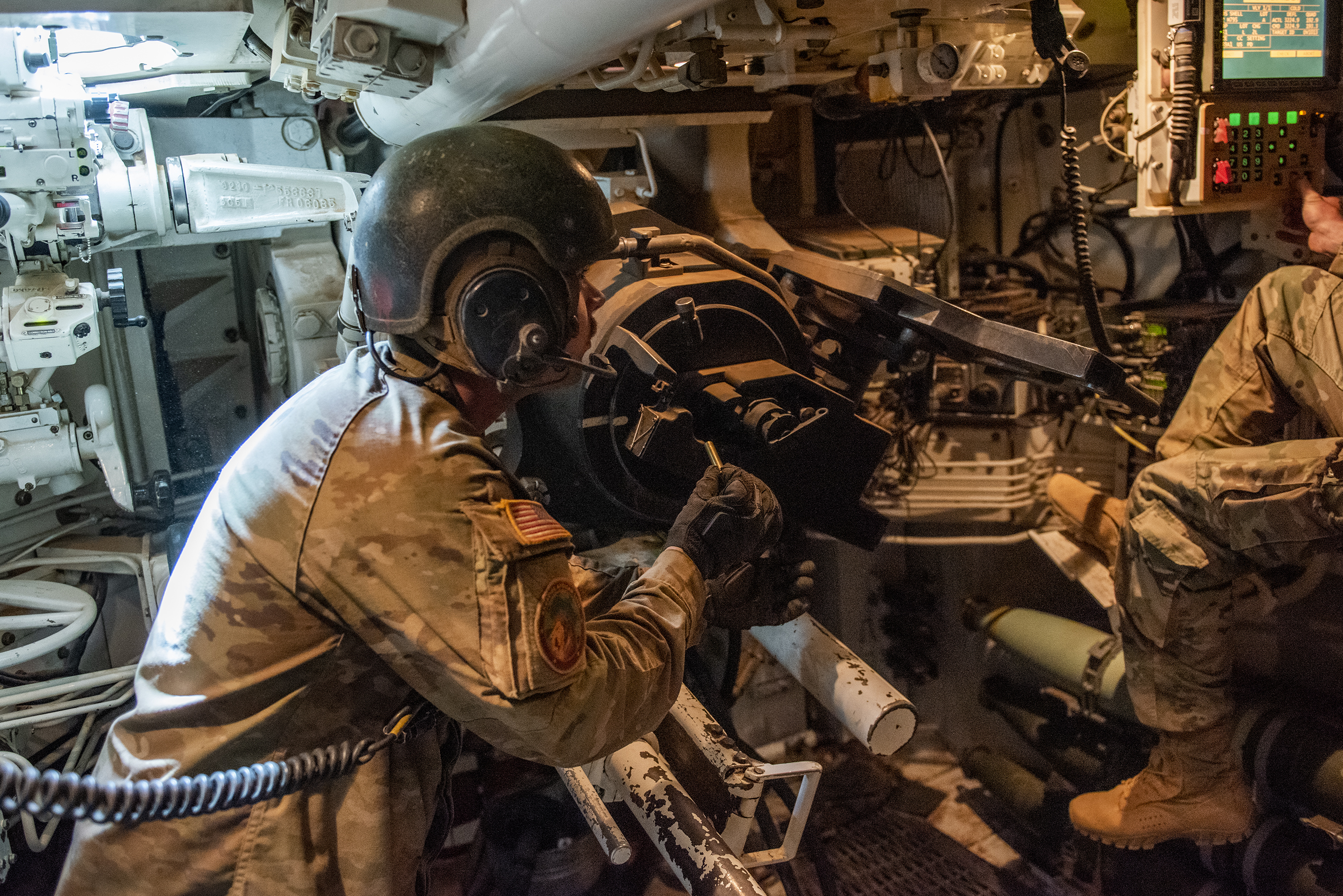
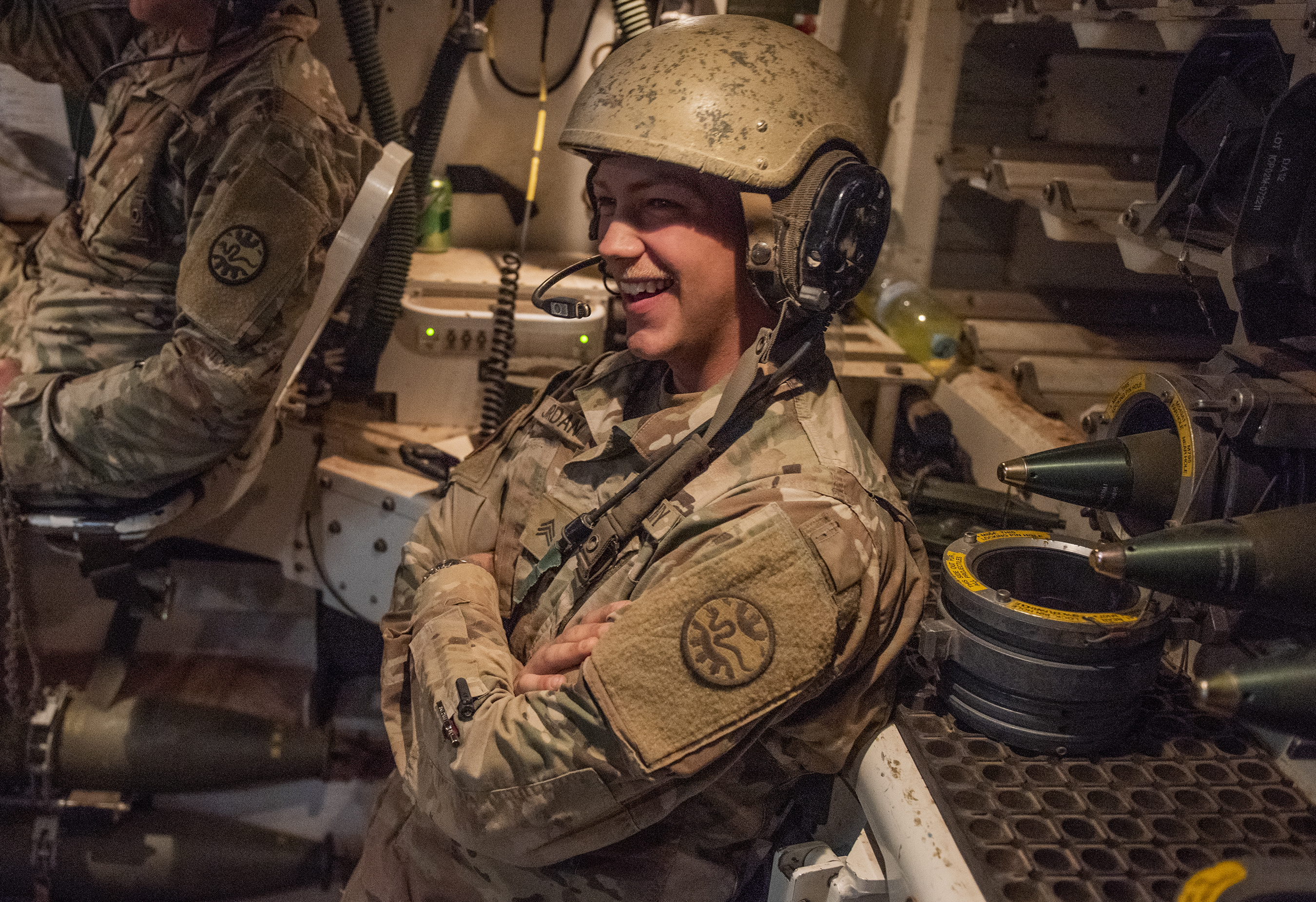
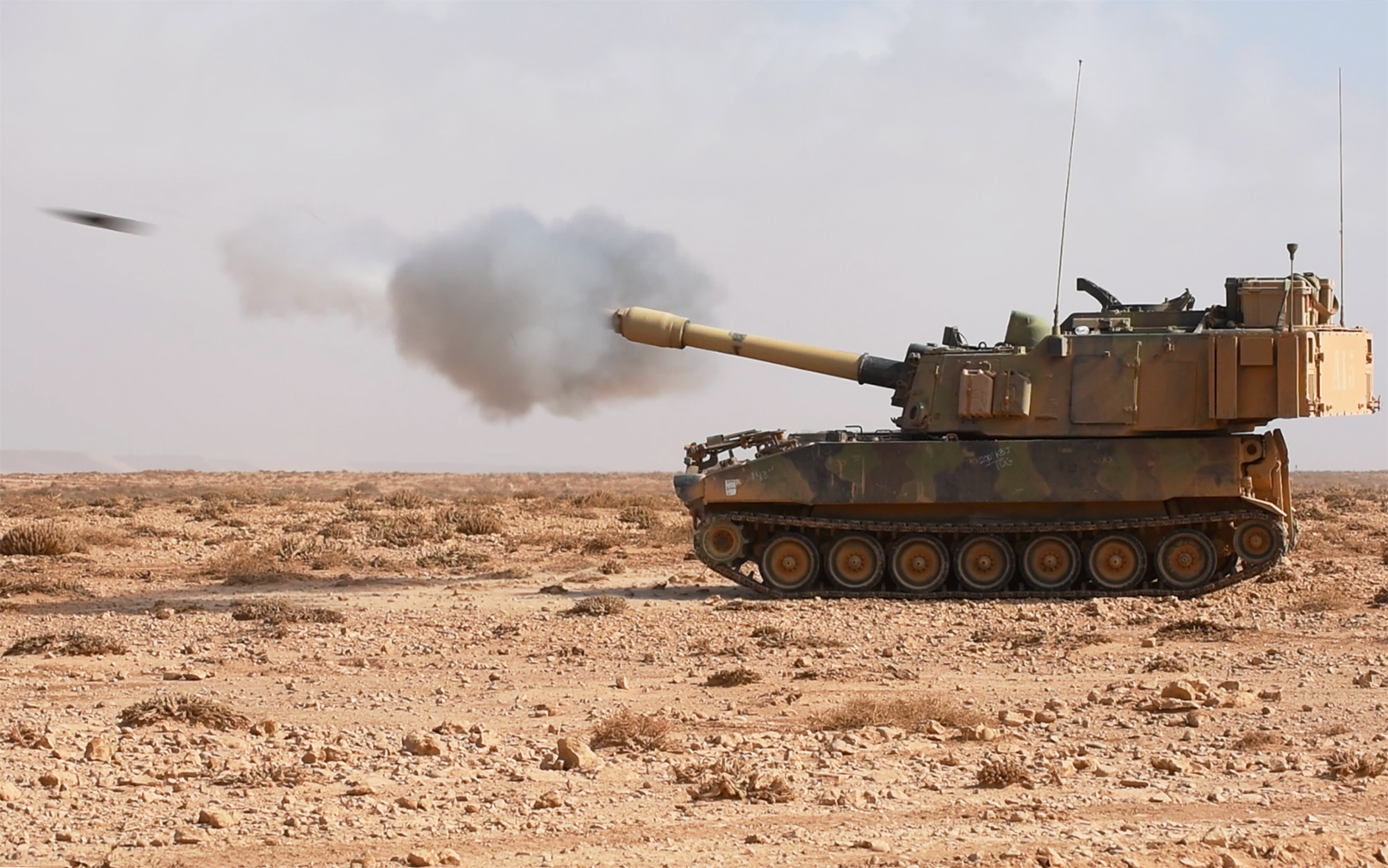
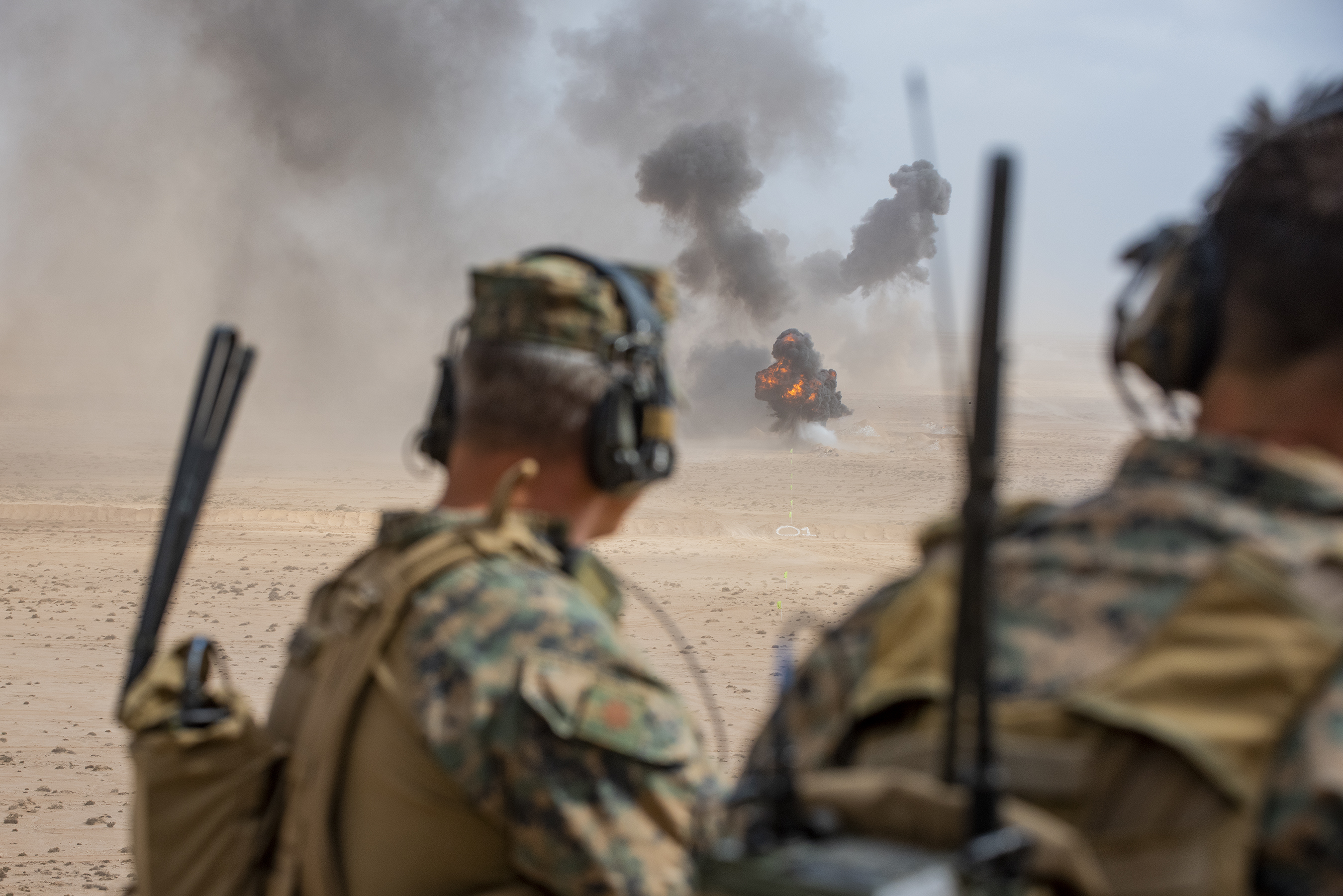